# Александрены (Сынжерейский район)
Александрены (рум. Alexăndreni, Алексэндрень) — село в Сынжерейском районе Молдавии. Является административным центром коммуны Александрены, включающей также сёла Григорешты, Старый Хечул, Циплешты и Циплетешты.

## История
Основано в качестве еврейской земледельческой колонии в 1837 году на 900 десятинах земли почётного гражданина Ильи Марковича (Эли Мордковича) Выводцева. Переселенцы прибыли, в основном, из местечек соседней Подольской губернии. Было также известно под названием «колония Александровка». Евреи составляли подавляющее большинство населения вплоть до второй мировой войны. В 1897 году жителей всего 1253, из них евреев 1190. Большая часть евреев Александрен была истреблена румынами во время войны. Из немногих выживших и вернувшихся из эвакуации большинство предпочло поселиться в Бельцах.

## География
Село расположено на высоте 94 метров над уровнем моря.

## Население
По данным переписи населения 2004 года, в селе Алексэндрень проживает 1476 человек (725 мужчин, 751 женщина).
Этнический состав села:
| Национальность | Число жителей | Процентный состав |
| -------------- | ------------- | ----------------- |
| молдаване      | 1044          | 70.73             |
| украинцы       | 263           | 17.82             |
| русские        | 120           | 8.13              |
| цыгане         | 21            | 1.42              |
| поляки         | 11            | 0.75              |
| румыны         | 7             | 0.47              |
| прочие         | 10            | 0.68              |
| Всего          | 1476          | 100 %             |

## Уроженцы
- Бэлцану, Ефим Моисеевич (род. 1930) — молдавский эстрадный певец, Заслуженный артист Молдавской ССР (1964).